# H2O -FOOTPRINTS IN THE SAND-
《H₂O -FOOTPRINTS IN THE SAND-》是日本遊戲公司枕開發的戀愛冒險類型成人遊戲，後來發售PlayStation 2版《H₂O+》和外傳《√after and another》，並有改編成漫畫和電視動畫。
由動畫第一話末尾的介紹，標題的H₂O是來自三個女主角名字的第一個字母（Hayami, Hinata, Otoha）， 而Footprints來自一首詩《Footprints in the Sand》，此詩的前半部分在動畫第一話的開頭出現，全詩亦在最後一話出現。

## 作品歷史
2006年6月23日
PC版遊戲《H₂O -FOOTPRINTS IN THE SAND-》發售
2007年1月26日
漫畫版《H₂O -FOOTPRINTS IN THE SAND-》開始（2008年2月26日結束）
2007年10月26日
PC版遊戲的外傳故事（Fan Disc）《√after and another》（{\displaystyle {\sqrt {\mathrm {after\ and\ another} }}}）發售（枕的第二部作品）
2008年1月3日
電視動畫版《H₂O -FOOTPRINTS IN THE SAND-》開始（同年3月20日結束）
2008年4月24日
PS2版遊戲《H₂O+》（H2O プラス、H2O Plus）發售（代理商是角川書店）
2008年7月9日
《H₂O -FOOTPRINTS IN THE SAND- & √after and another Perfect Visual Book》（ISBN 978-4-04-867037-1）發售
2009年7月31日
PC版遊戲《H2O √after and another Complete story Edition》發售

## 登場人物

### 故事內容
琢磨是一位失明的少年，為了養病從都市搬到鄉村，遇到一位自稱精靈的神秘少女叫音羽，之後被野豬追又遇到早美，因為眼睛不好所以找人問路，之後早美把他帶到學校的路，到了學校遇到班長雛田，因為剛轉學進來的他不知道路，老師就請雛田帶他認識學校的路，在學校剛好座位旁邊是曾帶他認學校路的早美，琢磨他不知道為啥大家都要欺負早美，而去保護他，早美說『請不要再接近我了』，之後雛田也告訴他請他別再接近早美，這故事大概是這樣敘說著家族與三位的悲傷故事.....

### 主要角色
弘瀨 琢磨（Hirose Takuma）
聲：小清水亞美（動畫）
《H2O》的主角。為了養病從都市搬到鄉村。母親是日本的名門家族（已過世），弘瀬也是隨母親的姓氏，非常喜歡蛋捲。
起初眼睛看不見是個失明的少年「因為母親的死而封閉自己」，但是可以靠氣味跟聲音分辨出很多東西，之後音羽的力量讓他的眼睛好起來，其實是自己的勇氣才讓眼睛好轉的。外表看似情緒失落內心卻比誰都無比的溫柔，對於受人排擠的早美非常的關心，經常去她的住處找她，對於早美受到別人欺辱無法視而不見，之後為了讓早美與螢和好，讓兩人再次見面彼此坦誠面對自己真正的心意。
喜歡早美並且約到滿月晚上的山丘上對她告白，後來被神樂家村長告知自己的母親是被小日向家裡的人害死的，內心十分掙扎且容易情緒失控，差點在崩潰的狀態下害死早美，等他神智清醒以後發現雙眼再度失明，之前眼睛可以看見東西的事實也被消去，之後記憶封閉心智年齡倒退為母親還未過世的時候，把早美給當成母親，隨後到東京過著如同母子般的生活。
在最後一刻心裡接受一切雙眼再度掙開，回憶起自己的一切以及母親是為了救人而意外身亡的記憶，雖然喊出早美的名字卻已經來不及了。
動畫結局中成為跟叔叔一樣的木工，心智、神情、外貌都比以前成熟許多，並為了喜歡風車的早美親手建造一座大型風車。
小日向 早美/小日向 速水（Kohinata Hayami）
聲：和泉真優（PC）／櫻井浩美（PS2、動畫）
《H2O》的女主角。台灣角川漫畫版譯為速水。琢磨的同班同學，性格剛強不屈且積極，擁有跟外貌不符合的力氣，有著意外不服輸的個性，後期開始綁上髮帶，料理手藝不錯，喜歡甜的食物。
家境貧困住在簡陋的地方，之後房屋被人燒燬，目前與琢磨住在同一個屋簷下，因為長期住在偏僻的小屋裡面，對於現代的部分產品都不太會使用（吸塵器、洗衣機之類的）。由於以前父母曾經利用權力欺壓村民，所以在學校受到欺壓，不斷地承擔莫須有的罪名，認為自己被人憎恨是理所當然的，為了不傷害他人選擇孤僻過日。
以前與螢是好朋友，不過因為的家庭因素關係變的分裂，之後在琢磨的幫助下彼此和好如初。與螢和好之後開始也在學校受到同學的接納。對於對自己不斷關心的琢磨，內心感到動搖且在意，隨著琢磨的告白讓她坦承面對自己的心情。在得知琢磨的母親是被自己家裡的人害死內心痛苦不安，之後下定決心離開村子。
離開的路途中被神樂家村長用獵槍追殺，因為琢磨突然的出現解救逃過一劫，但是這時候的琢磨卻說出「我要保護母親」這句話，雖然神樂家村長以殺人未遂的罪行逮捕，琢磨卻把早美給當成母親了，即使這樣心裡還是高興著自己是被人需要的存在，隨後到了東京過著如同母子般的生活。
在搬到東京的生活一段時間後因為一場意外要救人所以跟琢磨的母親一樣死於同樣的狀況下。
動畫結局中由於音羽在精靈會的求情而復活，而死亡的記錄被消除再次回到琢磨身邊。生日12月25日。身高146cm。血型為O型。
神樂 螢/神樂 雛田（Kagura Hinata）
聲：一色光（PC）／田中涼子（PS2、動畫）
澤衣村（Sawai-mura）的村長的孫女，也是琢磨的同班班長。性格和善。常叫主角弘瀨大人之稱呼。
其實自己原名為神樂 螢，因為神樂家的命令必須代替離開人世的姐姐雛田活下去，所以現在用姊姊的名字生活著，背負著來自長輩一廂情願而造成的慢性傷害長大，並以被迫做一個像姐姐一樣的好孩子來苛求自己。之後因為大家與早美的一句話「螢要保持螢自己的風格」而想通，並對大家坦承說出自己的真實名字。
因為的家庭因素和早美的關係分裂，之後再琢磨的幫助下彼此和好如初。一開始為了讓神樂家能夠高攀弘瀨家而聽命於自己爺爺的命令靠近琢磨，之後決定違背命令選擇靠自己的想法來決定一切，把機會讓給早美讓他們兩個在一起。為了要讓琢磨的記憶能夠恢復對於必須離開村子去東京的早美依依不捨。動畫中成為治理村子裡的村長，成為一個優秀的領導人。生日11月1日。身高145cm。血型為A型。
音羽（Otoha）
聲：成瀨未亞
不可思議的少女。性格開朗，自稱時之音的「精靈」。僕娘。
本名神樂 雛田，有一個叫神樂 螢的妹妹，幼年時因為一場意外死亡。死後的靈魂因聽到妹妹的哭聲而不願離開，後來又為妹妹因「成為像自己一樣的好孩子」而與小日向早美絕交，心存執念、變成在當地的幽靈。
努力為妹妹與早美的和好而奔波，不過只有「約定之人」弘瀨琢磨才能感知她。經常神出鬼沒的來嚇琢磨，做事情非常大膽，在動畫第八集變身成魔法美少女來回報琢磨。動畫結局中變成更小的蘿莉出現在琢磨眼前告知「這次要好好的照顧她」的話後離開。身高136cm。血型AB型。

### 次要角色
田端 唯（Tabata Yui）
聲：矢澤泉（PC）/安田未央（PS2、動畫）
琢磨的同班同學。個性強勢，典型的傲嬌，雖然毒舌但有著認真的一面，經常欺辱早美，稱她為「蟑螂」。小時候因為自己的祖父被小日向家的人害死所以痛恨早美，之後在山裡遇難被早美所帶回，彼此關係有比較改善。
八雲 濱路（Yakumo Hamaji）
聲：榊原由依
琢磨的同班同學。從小母親去世所以身兼母職照顧妹妹雪路。萬年女裝型的女裝少年一名，是本作唯一的偽娘角色，其美貌程度不輸給本作任何女主角。在店裡工作的時候是穿女僕裝，並說這是店裡的制服。在泡溫泉的時候，琢磨對於知道濱路的真實性別以後感到失魂落魄。在動畫結局中與真紀結婚有孩子卻還沒從偽娘畢業。
久門 真紀（Kumon Maki）
聲：高城流依（PC）/本多陽子（動畫）
琢磨的同班同學，濱路的朋友。經常被拿來當作背景人物看待。在動畫結局中與濱路結婚有孩子。
御櫻 稟（Misakura Rin）
聲：高城流依（PC）
枕的第三部作品《櫻之詩》（Sakura no Uta）的女主角。本作品中客串轉校生，幫助男主角在音羽線中回憶起音羽。
穗積 輝夫（Hozumi Teruo）
聲：川津泰彥（動畫）
琢磨的叔叔。好幾次要偷襲剛起床的琢磨，人不在時還會聞琢磨的床單味道，總之有點變態的叔叔。在重要時刻還是會變成非常可靠的人。

### √的新增角色
八雲 雪路（Yakumo Yukiji）
聲：成瀨未亞（PC）/加藤英美里（動畫）
濱路的妹妹。非常喜歡濱路，因為從小失去母親受到很大的打擊，所以害怕濱路有一天也會消失，稱琢磨是弱氣的後宮男。
稻垣 雪那（Inagaki Setsuna）
聲：神村比奈
稻垣家的大姐。
草薙 直哉（Kusanagi Naoya）
《櫻之詩》的主角。
夏目 圭（Natsume Kei）
《櫻之詩》的登場人物。直哉的學友。

## 製作人員
- 原畫、人物設計：基4%、月音、硯、籠目、SCA-自、砌煉炭
- 腳本：藤倉絢一、SCA-自、柚鈴
- 主題曲：作曲 - PixelBee、歌手 - monet
  - 《H₂O -FOOTPRINTS IN THE SAND-》
    - 「H₂O」
    - 「DREAM」
    - 「FOOTPRINTS IN THE SAND」　　
    - 「TOMORROW」

  - 《√after and another》

## 主題曲
「H2O」 / 「DREAM」 / 「FOOTPRINTS IN THE SAND」 / 「TOMORROW」
歌：monet、作曲：PixelBee

## 動畫

### 製作人員
- 原作：枕
- 導演：橘秀樹
- 系列構成：花田十輝
- 人物設計：奧田淳
- 色彩設計：上谷秀夫
- 美術監督：高橋和博
- 音響監督：高寺健
- 音響製作：HALF H.P STUDIO
- 編輯：田熊純（Actas編輯室）
- 動畫製作：ZEXCS

### 主題曲
- 片頭曲：

作詞／作曲：上松範康（Elements Garden）
編曲：藤間仁（Elements Garden）
歌：榊原由依
- 片尾曲：「（風羽）」

作詞：霜月遙
作曲：藤田淳平（Elements Garden）
編曲：菊田大介（Elements Garden）
歌：霜月遙
- 插入曲：「（Switch On）」（第四刻）

作詞：kanoko
作曲：藤間仁
編曲：菊田大介
歌：榊原由依
- 片尾曲：「FOOTPRINTS IN THE SAND」（十二刻）

作詞：藤倉絢一
作曲／編曲：ピクセルビー
歌：monet
- 插入曲：「life」（十二刻）

作詞／作曲：霜月遙
編曲：藤田淳平
歌：霜月遙
- 魔法少女音羽主題歌：「魔法少女O·TO·HA·」（第八刻）

作詞：kanoko
作曲／編曲：藤田淳平
歌：成瀨未亞

### 各話標題
| 話數     | 標題   | 劇本            | 分鏡              | 演出     | 作畫監督      | 總作畫監督 |
| -------- | ------ | --------------- | ----------------- | -------- | ------------- | ---------- |
| 第一刻   | 琢磨   | 花田十輝        | 橘秀樹            | 橘秀樹   | 柴又十哉      | -          |
| 第二刻   | 早美   | 青島崇 花田十輝 | 小坂春女          | 小坂春女 | 大西貴子      | -          |
| 第三刻   | 雛田   | 根元歲三        | 遠藤徹哉 小坂春女 | 山本靖貴 | 沼津雅人      | 空流邊廣子 |
| 第四刻   | 濱路   | 國澤真理子      | 山本天志          | 山本天志 | 伊部由起子    | 柴又十哉   |
| 第五刻   | 神樂   | 根元歲三        | 石原步 橘秀樹     | 石原步   | 三井壽        | 空流邊廣子 |
| 第六刻   | 唯     | 花田十輝        | 吉川博明          | 淺利藤彰 | 井上哲 仁井學 | 柴又十哉   |
| 第七刻   | 螢     | 根元歲三        | 嵯峨敏            | 嵯峨敏   | 今佳子        | 空流邊廣子 |
| 第八刻   | 音羽   | 青島崇          | 山本天志          | 山本天志 | 伊部由起子    | 柴又十哉   |
| 第九刻   | 穗積   | 國澤真理子      | 遠藤徹哉          | 山本靖貴 | 沼津雅人      | 空流邊廣子 |
| 第十刻   | 小日向 | 根元歲三        | 吉田泰三          | 田中智也 | 三井壽        | 柴又十哉   |
| 第十一刻 | 弘瀨   | 花田十輝        | 小坂春女          | 小坂春女 | 大西貴子      | -          |
| 第十二刻 | H₂O    | 花田十輝        | 橘秀樹            | 橘秀樹   | 柴又十哉      | -          |

### 播放電視台
日本深夜動畫：下文記載的日本国内播放時間使用日本標準時間（UTC+9）表示。因為部分時間标识會採用30小时制，因此請留意这类超过24:00的时间，其實際播放時間為翌日清晨。
| 播映地域 | 電視台         | 播映期間                     | 播映時間                 | 所屬聯播網  |
| -------- | -------------- | ---------------------------- | ------------------------ | ----------- |
| 埼玉縣   | 埼玉電視台     | 2008年1月3日－2008年3月20日  | 木曜 25時30分 - 26時00分 | 獨立UHF系列 |
| 奈良縣   | 奈良電視台     | 2008年1月3日－2008年3月20日  | 木曜 25時30分 - 26時00分 | 獨立UHF系列 |
| 千葉縣   | 千葉電視台     | 2008年1月3日－2008年3月20日  | 木曜 26時30分 - 27時00分 | 獨立UHF系列 |
| 東京都   | 東京都會電視台 | 2008年1月3日－2008年3月20日  | 木曜 26時30分 - 27時00分 | 獨立UHF系列 |
| 京都府   | KBS京都        | 2008年1月4日－2008年3月21日  | 金曜 26時00分 - 26時30分 | 獨立UHF系列 |
| 長野縣   | 信越放送       | 2008年1月4日－2008年3月21日  | 金曜 26時45分 - 27時15分 | JNN系列     |
| 神奈川縣 | 神奈川電視台   | 2008年1月5日－2008年3月22日  | 土曜 27時30分 - 28時00分 | 獨立UHF系列 |
| 群馬縣   | 群馬電視台     | 2008年1月6日－2008年3月23日  | 日曜 25時30分 - 26時00分 | 獨立UHF系列 |
| 福岡縣   | TVQ九州放送    | 2008年1月9日－2008年3月26日  | 水曜 27時38分 - 28時08分 | TXN系列     |
| 北海道   | TV北海道       | 2008年1月10日－2008年3月27日 | 木曜 26時30分 - 27時00分 | TXN系列     |
| 福井縣   | 福井電視台     | 2008年1月17日－2008年4月3日  | 木曜 25時20分 - 25時50分 | FNS系列     |
| 熊本縣   | 熊本放送       | 2008年1月28日－2008年4月14日 | 月曜 26時20分 - 26時50分 | JNN系列     |
|          | BS朝日         | 2008年2月4日－2008年4月21日  | 月曜 26時00分 - 26時30分 | BS放送      |

## 外部連結
- H2O -FOOTPRINTS IN THE SAND-官方網站 （页面存档备份，存于）（日語）
- √after and another官方網站 （页面存档备份，存于）（日語）
- H2O+官方網站（日語）
- 電視動畫官方網站（日語）
- 《H2O -FOOTPRINTS IN THE SAND-》在視覺小說數據庫的頁面 （英文）